# Euríloc d'Esparta
Euríloc (en llatí Eurylochus, en grec antic Εὐρύλοχος) fou un militar espartà. Al sisè any de la guerra del Peloponès (426 aC) va ser enviat amb 3000 hoplites armats a petició dels etolis per lluitar contra els messenis de Naupacte, ciutat on l'atenenc Demòstenes acabat de derrotar, hi restava amb molt pocs homes.
Euríloc va reunir les seves forces a Delfos, va rebre la submissió dels Locris ozolis i va avançar per aquest país cap a Naupacte. La ciutat va ser salvada per l'ajut dels acarnanis que Demòstenes va obtenir a última hora; quan els acarnanis van arribar Euríloc es va retirar.
Llavors es va aliar amb Ambràcia per ocupar Argos Amfíloc i Acarnània. Després d'esperar el temps necessari, va sortir de Prosquium i amb una bona marxa va aconseguir evitar les defenses enemigues, i es va reunir amb els seus aliats a Olpes (Olpae). Aquí al cap de sis dies, va ser atacat per atenencs, messenis i acarnanis dirigits pel general Demòstenes. Euríloc va prendre l'ala dreta oposada a Demòstenes, contra els messenis i alguns atenesos. I quan ja vorejava pel flanc l'exèrcit enemic, va sofrir una emboscada a la seva rereguarda. Demòstenes va derrotar les seves tropes i Euríloc mateix va morir. Tot el seu exèrcit va ser derrotat.